# Psolodesmus mandarinus
Psolodesmus mandarinus är en trollsländeart som ingår i släktet Psolodesmus och familjen jungfrusländor.
Arten delas in i tre underarter:
- P. m. dorothea
- P. m. kuroiwae
- P. m. mandarinus